# Fornelos (Fafe)
Fornelos is een plaats (freguesia) in de Portugese gemeente Fafe en telt 1430 inwoners (2001).

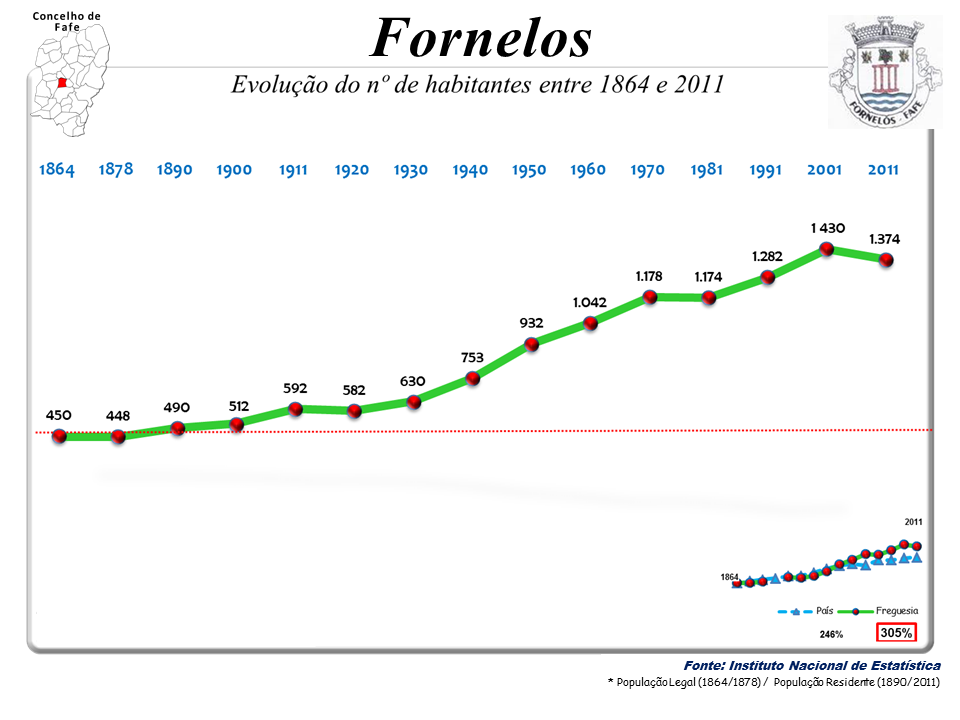
Bevolkingsontwikkeling tussen 1864 en 2011